# 서울 안양암 감로도
서울 안양암 감로도(서울 安養庵 甘露圖)는 서울특별시 종로구 창신동 안양암에 있는 대한제국시대의 감로도이다. 2004년 9월 30일 서울특별시의 유형문화재 제186호로 지정되었다.

## 개요
감로도라는 것은 일반적으로 죽은 자의 영혼을 구제하기 위해 불보살(佛菩薩) 앞에서 시식의례(施食儀禮)를 하는 장면을 그린 그림을 말한다.
안양암의 감로도는 대웅전 향우측(向右側) 극락왕생도(極樂往生圖)의 옆에 걸려 있다. 이 그림은 1909년 경선당(慶船堂) 응석(應釋)에 의해 제작되었는데 응석 스님은 청량사(淸凉寺) 극락보전(極樂寶殿) 신중도(神衆圖)․ 미타사(彌 陀寺) 삼성각(三聖閣) 칠성도(七星圖)․ 개운사(開運寺) 대웅전(大雄殿) 신중도(神衆圖)․ 개운사(開運寺) 지장전(地藏殿) 현왕도(現王圖)․ 진관사(津寬寺) 독성각(獨聖閣) 독성도(獨聖圖)․ 봉은사(奉恩寺) 북극보전(北極寶殿) 칠성도(七星圖)․독성도(獨聖圖)․산신도(山神圖)․ 봉은사(奉恩寺) 판전(板殿) 후불도(後佛圖)․ 봉은사(奉恩寺) 영산전(靈山殿) 십육나한도(十六羅漢圖) 등 불화 조성에 참여한 이 시기 대표적인 화승(畵僧)이다.
이 감로도 역시 일반적인 감로도 도상에 따라 공양물이 성대하게 차려진 제단(祭壇)을 중심으로 상단에는 다보여래(多寶如來)․보승여래(寶勝如來)․묘색신여래(妙色身如來)․응박신여래(應博 身如來)․이포외여래(離怖畏如來)․감로여래(甘露如來)․세간광대위덕(世間廣大威德) 등 7불(七佛)을 비롯해 그 좌우로 아미타불, 지장보살, 관음보살, 그리고 직접 영혼을 인도하는 인로왕보살(引路王菩薩) 등 불보살(佛菩薩)을 배치하고, 하단에는 천, 인, 아수라, 귀신, 축생, 지옥도 등의 6도(六途)를 표현하였다. 육도 부분에는 싸움하는 모습, 농부가 소를 끌고 가는 모습, 남사당 패거리가 놀이하는 모습, 형벌 받는 모습, 재판 받는 모습 등 인간사의 다양한 모습이 다채롭게 펼쳐져 있다.
이 그림은 이와 같이 전통적인 감로도의 도상 구도를 따르면서도 제단 주위에 아귀를 크게 묘사하는 등 19세기 이후 서울․경기지역 감로도의 새로운 도상을 보여주고 있다는 점에서 그 특징을 찾아볼 수 있다. 이러한 형식은 수국사․불암사․흥국사 등의 감로도에서도 나타나고 있다.
그림의 하단 좌우로는 다음과 같은 화기(畵記)가 적혀 있어 1909년(隆熙 3년) 경선당(慶船堂) 응석(應釋)이 그려 삼각산(三角山) 감로암(甘露庵)에 모셨고 시주자는 이익수(李益洙)와 이흥수 (李興洙)이며, 이들이 돌아가신 어머니의 극락왕생을 기원하는 의미로 이 불화제작에 시주하였음을 알 수 있다.
<오른쪽> 大韓隆熙三年己酉閏二月日 三角山甘露 庵甘露幀 奉安 證師比丘虛無堂聖訓 誦呪比丘慧庵堂 守珎 畵師比丘慶船堂應釋 供司沙彌奉照 <왼 쪽> 幀畵獨瓣大施主 乾命己亥生李益洙 乾 命癸未生李興洙 伏爲亡母辛亥生開城金氏靈駕以此善根 功德往生極樂上品 上生之大願
제작연대와 화사․제작경위․최초 봉안장소․시주자 등을 분명하게 알 수 있고, 서울이라는 지역적 특색이 강하게 나타난 도상인데다 작품성 또한 인정되며, 원형이 잘 유지되어 있다.

## 참고 문헌
- 안양암 감로도 - 국가유산청 국가유산포털